# Acrachne perrieri
Acrachne perrieri là một loài thực vật có hoa trong họ Hòa thảo. Loài này được (A.Camus) S.M.Phillips mô tả khoa học đầu tiên năm 1982.